# ベップ・ファン・クラフェレン
ベップ・ファン・クラフェレン（Lambertus "Bep" van Klaveren、1907年9月26日 - 1992年2月12日）は、オランダのボクシング選手である。1928年アムステルダムオリンピックでフェザー級に出場し、金メダルを獲得した。Lambertus Steenhorstという名前でロッテルダムで生まれ、8歳の時に義父Pieter van Klaverenの名前を継いだ。ニックネームは、The Dutch Windmill（オランダの風車）である。173 cm、57 kg。

## オリンピックの結果
- 1回戦　フアン・ムニョス（スペイン）判定
- 2回戦　フレデリック・ペリー（イギリス）判定
- 準決勝 ハロルド・ディバイン（アメリカ合衆国）判定
- 決勝　 ビクトル・ペラルタ（アルゼンチン）判定

## プロでの実績
1931年にヨーロッパのライト級チャンピオンになり、1938年には同じくミドル級のチャンピオンになった。1956年3月19日、48歳の時に最後の試合を行った。弟のピエト・ファン・クラフェレンもボクシング選手であり、1952年ヘルシンキオリンピックにオランダ代表として出場した。

## 名誉

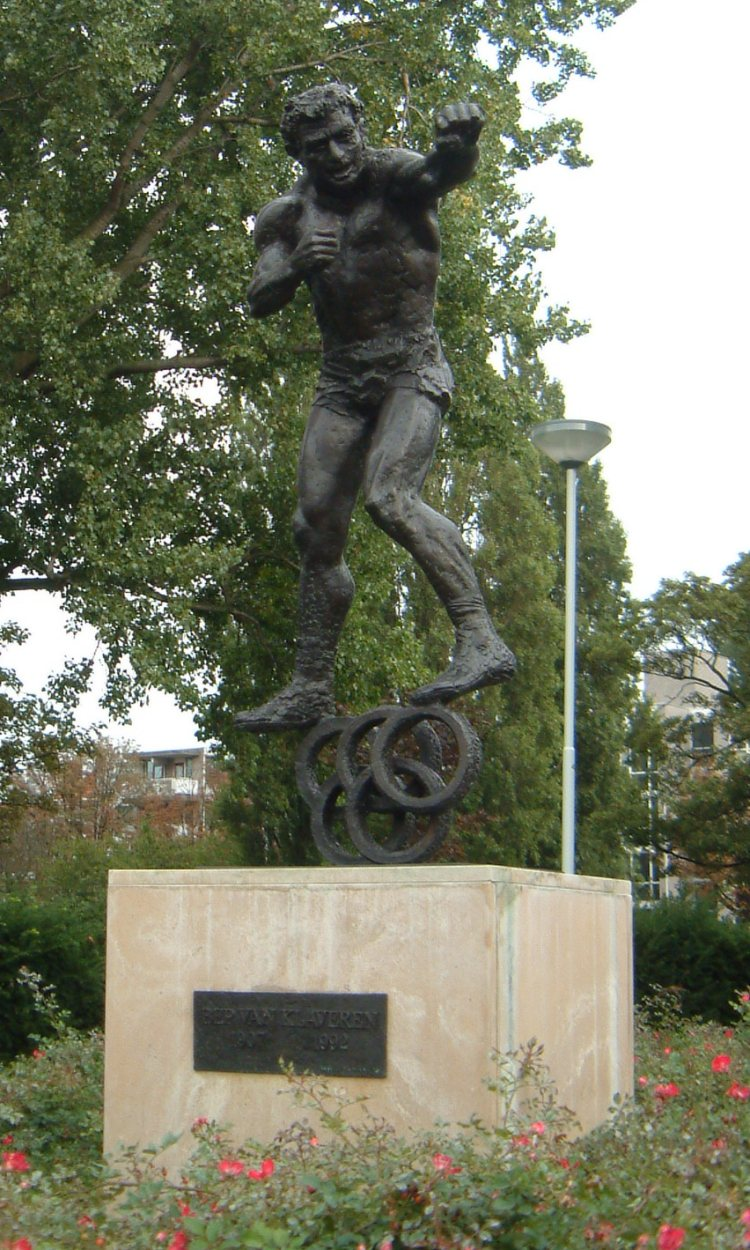
ロッテルダムにある彫像

1992年、オランダ人彫刻家Willem Verbonによる記念の彫像がロッテルダムに建てられた。
現在でもファン・クラフェレンはオリンピックのボクシング競技で金メダルを獲得した唯一のオランダ人である。